# رافاييل كاربالو
رافاييل كاربالو (بالإسبانية: Rafael Carballo) هو لاعب اتحاد الرغبي أرجنتيني، ولد في 16 أكتوبر 1981 في بوينس آيرس في الأرجنتين.

## وصلات خارجية
- رافاييل كاربالو عل موقع إسبنسكروم (الإنجليزية)
- رافاييل كاربالو على موقع ItsRugby.co.uk (الإنجليزية)